# Dry Prong
Dry Prong es una villa ubicada en la parroquia de Grant, Luisiana, Estados Unidos. Según el censo de 2020, tiene una población de 455 habitantes.
Es parte del área metropolitana de Alexandria.

## Geografía
La localidad está ubicada en las coordenadas 31°34′53″N 92°31′53″O / 31.58139, -92.53139. Según la Oficina del Censo de los Estados Unidos, Dry Prong tiene una superficie total de 3.62 km², de la cual 3.59 km² corresponden a tierra firme y  0.03 km² son agua.

## Demografía
Según el censo de 2020, hay 455 personas residiendo en Dry Prong. La densidad de población es de 126.74 hab./km². El 94.73% de los habitantes son blancos, el 0.22% es afroamericano y el 5.05% son de una mezcla de razas. Del total de la población, el 0.88% son hispanos o latinos de cualquier raza.